# Ephippiochthonius intemelius
Espèce
Synonymes
- Chthonius intemelius Gardini, 2013

Ephippiochthonius intemelius est une espèce de pseudoscorpions de la famille des Chthoniidae.

## Distribution
Cette espèce est endémique de Ligurie en Italie. Elle se rencontre vers Apricale.

## Description
Les mâles mesurent de 1,0 à 1,05 mm et les femelles de 1,05 à 1,1 mm.

## Publication originale
- Gardini, 2013 : A revision of the species of the pseudoscorpion subgenus Chthonius (Ephippiochthonius) (Arachnida, Pseudoscorpiones, Chthoniidae) from Italy and neighbouring areas. Zootaxa, no 3655(1), p. 1-151.